# New Zealand Press Council
Le New Zealand Press Council (NZPC) est une organisation non gouvernementale destinée à maintenir des standards dans la presse écrite néo-zélandaise et à promouvoir la liberté d'expression dans le pays. Fondé en 1975, il peut recevoir des plaintes concernant les journaux et autres publications, particulièrement concernant leur neutralité et les inexactitudes. Il peut ordonner la publication d'un résumé de ses décisions en spécifiant où ce résumé sera publié (dans quelle page du journal).
Le NZPC est formé d'un président indépendant, de cinq membres représentant le public, deux représentant l'association des journaux, un représentant les magazines et deux journalistes choisis par le syndicat des journalistes (l’Engineering, Printing and Manufacturing Union (en) et depuis 2015 l’E tū (en)). Il est entièrement financé par les médias de la presse écrite.